# Famille Paynel
La famille Paynel (ou Paynell) est une famille baronniale anglo-normande de moyenne importance originaire de la paroisse des Moutiers-Hubert  (au sud-est du Calvados),, en l'évêché de Lisieux.
On ignore s'ils ont toujours possédé la seigneurie des Moutiers-Hubert, où si elle a été acquise postérieurement à la conquête normande de l'Angleterre,. Ils acquièrent aussi la seigneurie de Hambye (arrondissement de Coutances dans la Manche), possiblement par mariage.
L’orthographe du nom de famille peut varier selon les auteurs et la langue : Painel, Paynel, Peynel, Paisnel, Pesnel, Paganel, Pagnell.

## Historique
Il existe plusieurs nobles normands portant le toponyme Paynel ou Painel au XIe siècle, mais leur liens de parenté sont difficilement déterminables. On trouve notamment un Guillaume qu'Orderic Vital mentionne parmi les « hommes illustres » qui meurent la même année que Guillaume le Conquérant (1087). Le poète normand du XIIe siècle, Wace, mentionne aussi un Painel seigneur des Moutiers-Hubert qui se serait trouvé à Hastings en 1066. Un Hugues Painel dote l'abbaye Saint-Étienne de Caen de terres normandes entre 1089 et 1091. Raoul Paynel est le premier membre attesté en Angleterre. Il est possible que le Hugues mentionné précédemment soit son frère ou son demi-frère, mais il n'existe aucune source connue qui l'atteste.
C'est seulement au début du XIIe siècle que les relations de parentés entre les Paynel s'éclaircissent. À la suite de la conquête normande de l'Angleterre, Raoul Paynel s'installe en Angleterre, et ses descendants forment les branches anglaises distinctes.
Son fils Alexandre est le primogéniteur des Paynel de Hooton Pagnell, leur seigneurie principale étant certainement Hooten dans le Yorkshire. Il hérite des terres de son frère aîné Jordan, à savoir une grande partie de l'honneur de Richard de Surdeval, un vassal du comte de Mortain. Il est aussi en possession des seigneuries de Bramham (Yorkshire) et Broughton. Comme son frère, il épouse une fille de la famille Fossard. Son fils aîné Guillaume († 1202) hérite de la majeure partie de ses terres. Mais il meurt sans descendance mâle, et ses deux filles sont cohéritières de ses domaines. Un fils cadet d'Alexandre, Adam († v. 1205), est lord de Broughton. Ses descendants continuent à posséder Broughton au-delà du XIIIe siècle, et une branche cadette acquiert la seigneurie de Boothby Pagnell dans le Lincolnshire. Elle la tient jusqu'en 1595.
En 1204, Hugues II Paynel est seigneur des Moutiers-Hubert (en Normandie) et Middle Rasen (Lincolnshire). Son cousin Foulques II Paynel est seigneur de Hambye (Normandie) et Drax (Yorkshire). Le premier soutient le roi d'Angleterre Jean sans Terre et perd par conséquent ses possessions normandes, le second soutient le roi de France Philippe Auguste, et perd ses possessions anglaises,.
Il reste encore aujourd'hui des membres de la famille Paynel, la lignée ne s'étant jamais éteinte.[réf. nécessaire]

## Membres notables
- Raoul Paynel († av. 1124), shérif du Yorkshire. Pendant la rébellion de 1088 en Angleterre, Raoul sert comme shérif du Yorkshire[1]. Il s'empare des terres de Guillaume de Saint-Calais, dont le comportement dans cette rébellion est suspect, et assiste à son procès[1]. Il est tenant en chef (vassal direct du roi) de terres qui lui rapportent 80 £ annuellement[1]. Il tient aussi des terres de Ilbert I de Lacy dans le Yorkshire. Cela pourrait indiquer que Raoul aurait épousé une sœur ou une fille dudit Ilbert[1]. Après 1086, date à laquelle le Domesday Book est rédigé, Raoul acquiert des terres supplémentaires dans le Yorkshire et le Lincolnshire, peut-être par un second mariage avec une certaine Maud[1]. De ce dernier mariage, il a quatre fils et une fille[1]. Son fils aîné, Jordan, épouse une fille de la famille Fossard et meurt sans descendance, ses terres passant à un cadet, Alexandre, primogéniteur des Paynel de Hooten Pagnell[1]. Raoul refonde le prieuré de la Sainte-Trinité d'York, comme une dépendance de l'abbaye de Marmoutier[1]. Il est aussi un bienfaiteur de l'abbaye Sainte-Marie d'York et de l'abbaye de Selby[1].
- Son fils Alexandre († 1153 ou avant) est le primogéniteur des Paynel de Hooton Pagnell, leur seigneurie principale étant certainement Hooten dans le Yorkshire[1]. Les descendants de son fils cadet Adam († v. 1205), sont lord de Broughton au-delà du XIIIe siècle[1]. Une branche cadette acquiert la seigneurie de Boothby Pagnell dans le Lincolnshire, et la tient jusqu'en 1595[1].

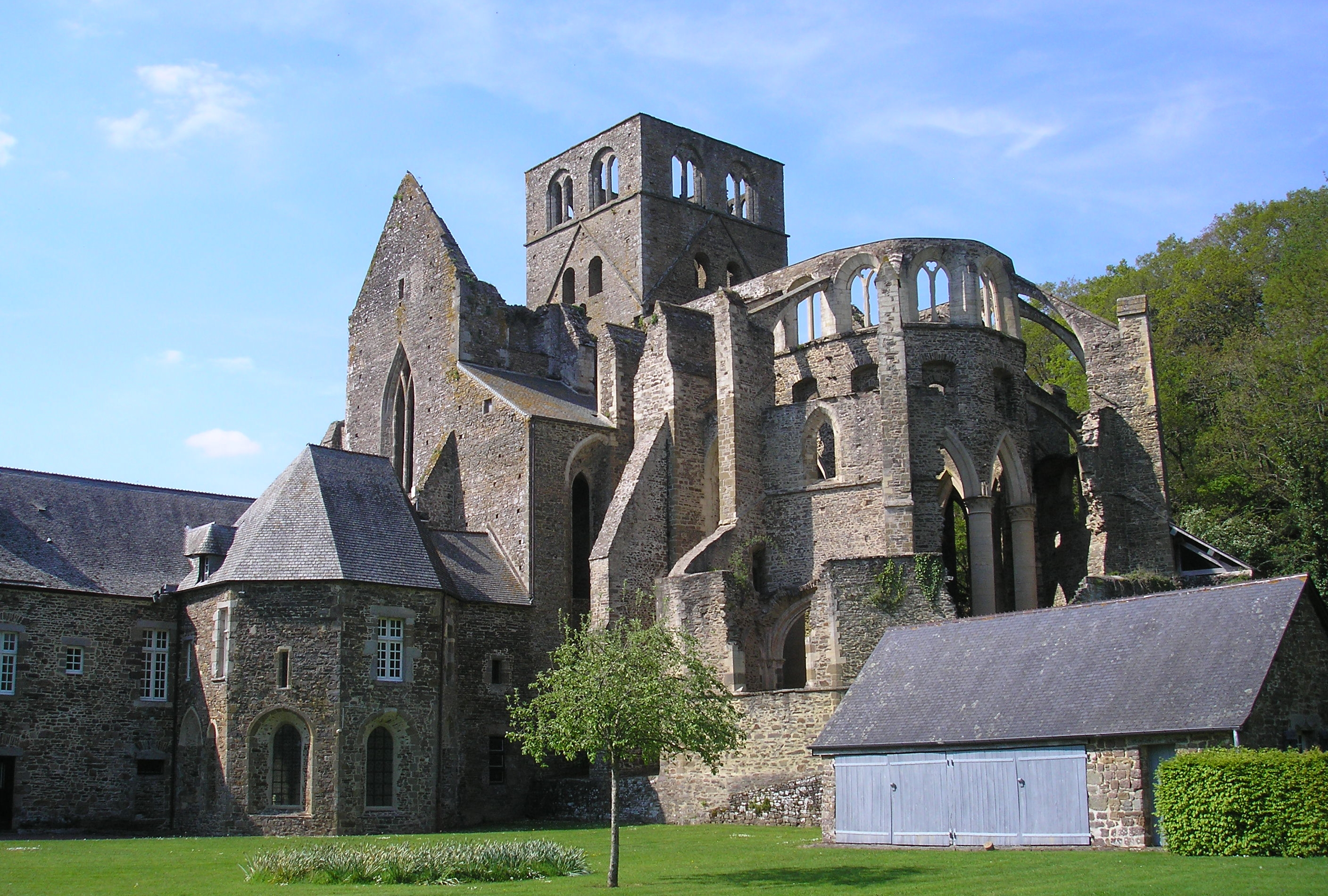
L'abbaye de Hambye fondée par.

- Guillaume Ier Paynel (° c. 1076-† 1145/1147), fils puiné de Raoul. En 1124, il est en possession des terres paternelles de Drax (Yorkshire) et Middle Rasen (Lincolnshire)[1]. Il est en possessions des seigneuries des Moutiers-Hubert et Hambye en Normandie, peut-être par son père[1]. Il acquiert des possessions supplémentaires dans le Leicestershire et le Nottinghamshire[1]. Son château de Moutiers-Hubert est attaqué par le comte d'Anjou Geoffroy Plantagenêt en septembre 1136[1]. Celui-ci agit contre le roi Étienne d'Angleterre qu'il accuse d'avoir usurpé le trône de son épouse Mathilde l'Emperesse, fille d'Henri Ier d'Angleterre. Guillaume fonde le prieuré augustin de Drax (entre 1130 et 1139), et l'abbaye de Hambye (vers 1145/1147)[1]. Il continue le soutien familial aux monastères de la Sainte-Trinité d'Ork et de Selby[1]. 
En premières noces, il épouse une fille de Guillaume fitz Wimund avec qui il a quatre fils, et en secondes noces, il épouse Avice de Rumilly, fille et cohéritière de Guillaume le Meschin, lord d'Egremont (Cumberland). Avec elle, il a une fille, Alice, qui épouse Richard de Courcy puis Robert de Gant, un jeune frère de Gilbert de Gand, le comte de Lincoln. Les deux maris d'Alice rentrent successivement en possession des terres anglaises de Guillaume Ier. Mais en 1154, elles sont partagées entre Hugues Ier et Foulques Ier, ses fils de son premier mariage, et Robert de Gant. Ses possessions normandes sont partagées entre les deux premiers.
- Hugues Ier († v. 1179), est seigneur des Moutiers-Hubert et lord de West Rasen.
- Foulques Ier († 1182/1183), est seigneur de Hambye et lord de Drax. Il accompagne Henri II d'Angleterre dans sa campagne militaire en Bretagne en 1166. Il est l'un des garants d'un traité entre le roi anglais et le comte Humbert III de Savoie en 1173. Il est gouverneur d'Alençon et de La Roche-Mabile en 1180.

## Autres lignages

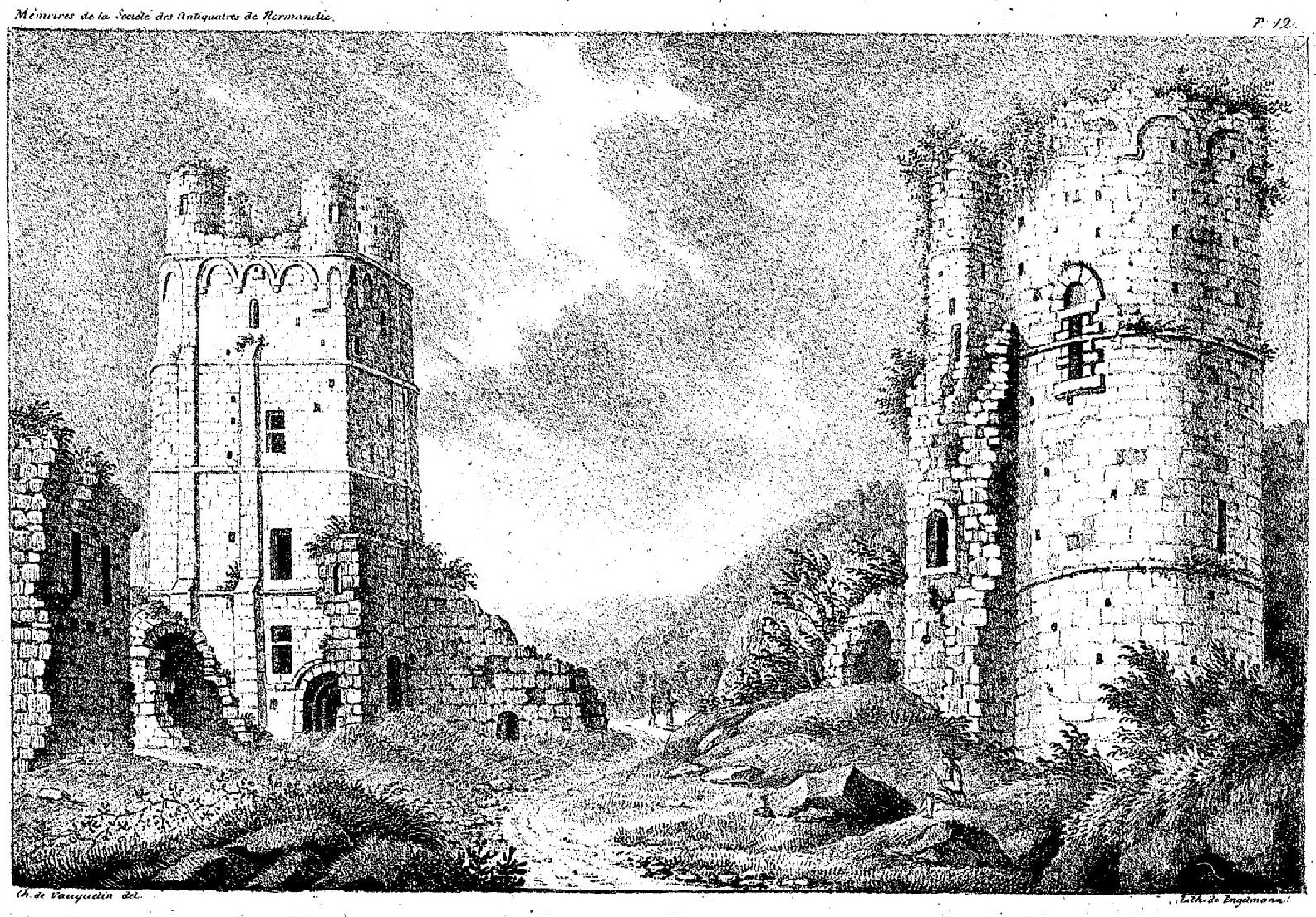
Vue des ruines du château de Hambye, tiré de l'Atlas de la Société des Antiquaires de Normandie, 1825.

- Gervaise Paynel († 1194), est le fils de Raoul, un soutien de Mathilde l'Emperesse[6] dans la guerre civile pour la couronne d'Angleterre qui a lieu durant le règne d'Étienne d'Angleterre. Il est le petit-fils de Foulques Paynell, qui d'après le Domesday Book tient des terres dans onze comtés et qui sont plus tard appelées la « baronnie de Dudley »[6]. Il épouse Isabelle de Beaumont, veuve de Simon II de Senlis, comte de Huntingdon et fille de Robert II de Beaumont, comte de Leicester[6]. Il soutient la révolte de Henri le Jeune Roi en 1173-1174[6]. En conséquence, le roi Henri II fait détruire son château de Dudley en 1175[6]. C'est sa fille Hawise qui hérite de ses possessions. Elle épouse John de Somery puis Roger de Berkeley (Dursley)[6]. Gervais fonde le prieuré clunisien de Dudley[6].
- Foulques Paisnel, chevalier, seigneur de la Haye-Pesnel et Aubigné, et sa femme Étiennette, fondent avant octobre 1235 l'hôtel-Dieu de La Haye-Pesnel, date à laquelle ils ajoutent en aumône un bois[7], puis en 1236 l'église de Hocquigny[8].
- Olivier Paisnel, chevalier, seigneur de la Haye-Pesnel y ajoute quatre acres en aumône en 1263[9].
- Nicolas Paynel, chevalier, seigneur de Bricqueville, chambellan du roi.
- Guillaume VI Paynel († 1361), seigneur de Bricqueville. Il épouse en 1345 Jeanne Bertran dite l'ainée[note 1], qui lui apporte les baronnies de Bricquebec, de Hambye et d'Olonde (Canville-la-Rocque). De son mariage il eut quatre enfants : Guillaume, Foulques, Bertrand et Marie qui épousa Jean Tesson, seigneur du Grippon[11].
- Guillaume Paisnel, l'aîné, fils de Guillaume VI et de Jeanne Bertran, épousa en 1415 sa cousine Jeanne Paisnel, fille d'Olivier seigneur de Moyon, avec qui il eut quatre enfants : Nicolas, baron de Gacé, Jean, sire de Mesnil-Céran, Guillaume, gouverneur de Carentan, Foulques († 1413) qui réunit l'héritage de ses frères. Il épousa Marguerite de Dinan, dont une fille, Jeanne[note 2], dame de Hambye, Bricquebec, Moyon, Chanteloup et Gacé, épousa en 1414 le défenseur du Mont-Saint-Michel, Louis d'Estouteville sénéchal de Normandie, Grand Bouteiller de France. Parmi les enfants de ces derniers : Michel, chambellan et conseiller du roi, capitaine de Falaise et lieutenant du Mont-Saint-Michel sous le duc François de Bretagne, et Jean, seigneur de Bricquebec à la mort de son père, que Louis XI nomma capitaine et gouverneur du Mont-Saint-Michel et Tombelaine. Mort sans postérité, son héritage revint aux enfants de Michel.
- Guyon Paisnel, fils cadet de Michel, qui reçut les baronnies de Moyon, Bricquebec et Gacé, marié à Isabelle de Croii, dont il eut une fille, Jacqueline, qui épousa son cousin germain, Jacques Paisnel, fils de Jean, qui eut de cette union naître Adrienne d'Estouteville qui épousa le 9 février 1534 François de Bourbon, comte de Vendôme, de Saint-Pol et de Soissons[11].
- Jacques Paynel, grand panetier en 1431 au couronnement d'Henri VI, roi de France et d'Angleterre.
- Guillaume Paynel, seigneur de Milly et Concressault, épouse vers 1400 Marie d’Harcourt[note 3], dame de Beaumesnil et de Flers.
- Nicolas Paynel († 1415, Azincourt ?), seigneur de Chanteloup, du Mesnil-Jourdain puis de Hambye. Il épouse Jeanne de Champagne[note 4], dame de Gacé.

Religieux :
- Robert Paynel († 1366), évêque de Tréguier puis de Nantes.
- Alix ou Philippa Paynel, abbesse de Maubuisson de 1362 à 1390.
- Anne Paynel, prieure de l'abbaye de la Trinité de Caen.

## Tableau généalogique
- Raoul († av. 1124), lord de West Rasen et Drax, peut-être seigneur des Moutiers-Hubert et de Hambye
  - Alexandre († 1153 ou avant), peut-être lord de Hooton (Yorkshire)
    - Guillaume († 1202)
    - Adam († v. 1205), lord de Broughton

  - Guillaume Ier († 1145/1147), lord de West Rasen et Drax, seigneur des Moutiers-Hubert et Hambye
    - Alice
  × Richard de Curcy
  × Robert de Gant
    - Hugues Ier († v. 1179), seigneur des Moutiers-Hubert, lord de West Rasen
      - Pierre († av. 1200)
        - Hugues II (° c. 1181–1244), lord de West Rasen et Drax

    - Foulques Ier († 1182/1183), seigneur de Hambye et lord de Drax
  × Lesceline de Subligny, fille d'Harcoul, seigneur d'Avranches
      - William II († 1184), seigneur de Hambye et lord de Drax
      - Foulques II († av. 1230), seigneur de Hambye et lord de Drax

- Guillaume Paisnel († 1361), baron de Hambye et d'Olonde en Canville-la-Rocque et baron de Bricquebec (par mariage)
  × Jeanne Bertran l'aînée
  - Guillaume, baron de Hambye et de Bricquebec
  × 1415 Jeanne Paisnel (sa cousine), fille d'Olivier seigneur de Moyon
    - Nicolas, baron de Gacé
    - Jean, sire de Mesnil-Céran
    - Guillaume, gouverneur de Carentan
    - Foulques († 1413), qui réunira l'héritage de ses frères
  × Marguerite de Dinan
      - Jeanne
  × Louis d'Estouteville (° av. 1400-† 1464)
        - Michel († 1469), chambellan et conseiller du roi, capitaine de Falaise
          - Guyon Paisnel (fils cadet), baron de Moyon, Bricquebec et Gacé
  × Isabelle de Croii
            - Jacqueline
  × Jacques Paisnel (cousin germain), fils de Jean
              - Adrienne d'Estouteville (° 21 octobre 1512-† 15 décembre 1560
  × 9 février 1534 François de Bourbon (° 6 octobre 1491-† 1er septembre 1545), comte de Vendôme, de Saint-Pol et de Soissons, dont postérité

        - Jean († apr. 1476), seigneur de Bricquebec, mort sans postérité et l'héritage revint aux enfants de Michel

  - Foulques
  - Bertrand
  - Marie épouse de Jean Tesson, seigneur du Grippon

## Héraldique

Armes des Paynel de Hambye : D'or à deux fasces d'azur, accompagnées de dix merlettes de gueules ordonnées en orle.[réf. nécessaire] - (le nombre de merlettes peut varier)[réf. nécessaire]
Armes des Paynel de Drax : D'or à deux fasces d'azur, accompagnées de huit merlettes de gueules ordonnées en orle.[12]

Paynel (Normandie, vassal du roi de France)
- d'or à deux fasces d'azur à l'orle de merlettes du même[réf. nécessaire]
- d'or à deux lions de gueules passant l'un sur l'autre[réf. nécessaire]